# Bulbul d'estries grogues
El bulbul d'estries grogues (Phyllastrephus flavostriatus) és una espècie d'ocell de la família dels picnonòtids (Pycnonotidae). Es troba a Burundi, República Democràtica del Congo, Eswatini, Kenya, Malawi, Moçambic, Ruanda, Sud-àfrica, Tanzània, Uganda i Zàmbia i Zimbàbue. Els seus hàbitats principals són els boscos tropicals i subtropicals de frondoses humits de les terres baixes i de l'estatge montà i els matollars humids i de muntanys tropicals i subtropicals. El seu estat de conservació es considera de risc mínim.

## Taxonomia
Segons el Handook of the Birds of the World i la quarta versió de la BirdLife International Checklist of the birds of the world (Desembre 2019), el bulbul d'estries grogues presenta vuit subespècies: (P.f. graueri, olivaceogriseus, kungwensis, uzungwensis, tenuirostris, vincenti, flavostriatus i alfredi). Tanmateix, en la llista mundial d'ocells del Congrés Ornitològic Internacional (versió 13.2, juliol 2023) la subespècie alfredi es considera una espècie separada: Phyllastrephus alfredi.